# Torymoides unimaculatus
Torymoides unimaculatus är en stekelart som först beskrevs av Girault 1913.  Torymoides unimaculatus ingår i släktet Torymoides och familjen gallglanssteklar. Inga underarter finns listade i Catalogue of Life.